# Confrontos entre Bangu e Fluminense no futebol
O Bangu versus Fluminense é o confronto que envolve as equipes dos clubes brasileiros Bangu Atlético Clube e Fluminense Football Club, fundados e sediados na cidade do Rio de Janeiro.

## Introdução
A principal característica deste confronto está na origem diferente dos clubes, pois enquanto o Fluminense foi fundado e representava integrantes da elite nascente, não baseada na posse da terra, mas empreendedora e que se apoiava no intelecto e no desenvolvimento cultural e social, o Bangu, apesar de fundado por britânicos, era ligado a Fábrica Bangu e logo passou a ser representado e a representar o seu operariado, daí receber denominações como "grêmio operário" ou "clube proletário" em sua trajetória.
Na gênese do confronto não havia rivalidade entre os homens feitos de Fluminense e Bangu, chefes e altos funcionários de empresas no Tricolor, e os dirigentes britânicos que comandavam o Alvirubro em seus primeiros anos, havendo menos problemas nos jogos entre esses dois clubes do que em outros, notadamente naqueles disputados no bairro de Bangu, Zona Oeste do Rio de Janeiro, situado a cerca de 40 Kms. do bairro de Laranjeiras, sede do Fluminense, na Zona Sul.
No ano da fundação do Bangu, em 1904, o clube suburbano cobrava 2$000 de jóia e 1$000 de mensalidade aos seus associados, contra 50$000 de jóia e 5$000 de mensalidade cobradas pelo Fluminense, com o Alvirubro abrindo assim desde o início a possibilidade de participação de trabalhadores menos especializados em seus quadros.
Fluminense e Bangu decidiram o Campeonato Carioca em quatro oportunidades, assim como também o Torneio de Kiev de 1989.

## História

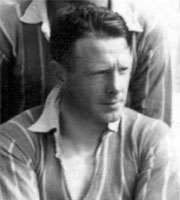
Henry Welfare, artilheiro do confronto.

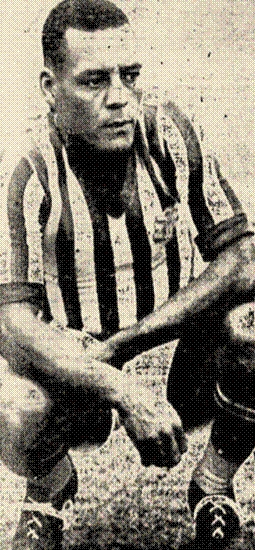
Ladislau da Guia, um dos artilheiros do Bangu.

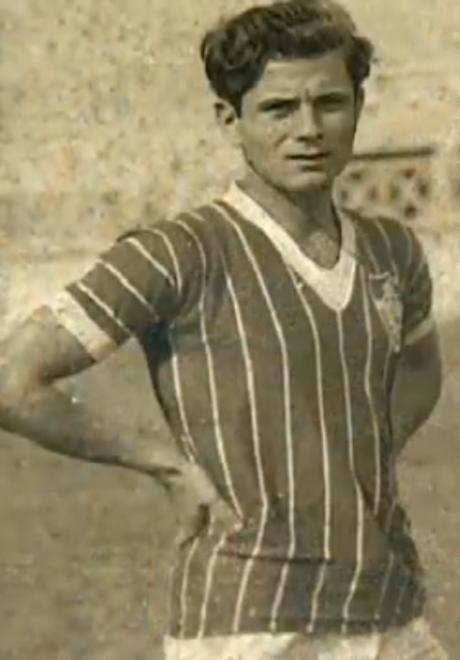
João Coelho Netto, o "Preguinho".

O confronto entre Bangu e Fluminense acontece desde 14 de maio de 1905, quando ocorreu o primeiro jogo, um amistoso disputado entre a equipe principal do Bangu e a equipe de segundo quadro do Fluminense, no qual o Bangu venceu por 5 a 3 no Jardim da Fábrica Bangu, primeiro campo do Bangu, o clube alvirubro, nas proximidades do atual Estádio Moça Bonita. Nesse jogo, o Bangu foi o primeiro clube brasileiro a escalar um atleta negro, Francisco Carregal.
Em 28 de maio deste ano de 1905, em outro jogo com oficialidade contestada por alguns pesquisadores, a primeira vitória tricolor, por 3 a 0, em amistoso realizado no Campo da Rua Guanabara, que ficava no mesmo local do Estádio de Laranjeiras, que seria inaugurado em 1919, com o campo em posição diferente.
A primeira partida oficial indiscutível entre tricolores e alvirubros aconteceu em 10 de junho de 1906 e terminou com a vitória do Fluminense por 4 a 0 no Campo da Rua Ferrer, em partida pelo primeiro Campeonato Carioca, com dois gols de Horácio da Costa Santos, um de Edwin Cox e um de Félix Frias.
Já a primeira vitória do Bangu em partidas oficiais, se daria na décima delas disputada, vitória por 4 a 1 no Campo da Rua Ferrer, em 19 de novembro de 1916, havendo após ela uma série de 24 jogos sem vitória do Bangu, o que só voltaria a ocorrer em 14 de abril de 1929, por 3 a 2, e finalmente em 13 de abril de 1930 a primeira vitória banguense em Laranjeiras, pelo mesmo placar de 3 a 2.
Em 9 de dezembro de 1917 o Fluminense aplicou a maior goleada deste confronto ao golear o Bangu por 11 a 1, goleada que seria repetida em 1946, exceto pelo detalhe de que em 1917 o tempo regulamentar era de apenas 80 minutos, 10 a menos do que já seria em 1946. Para mostrar como este jogo foi movimentado, além dos doze gols, houve outro tento anulado de Welfare e o Bangu desperdiçou dois pênaltis, um defendido por Marcos Carneiro de Mendonça e outro chutado para fora. Henry Welfare marcou seis gols nesta partida.
A estreia do goleador tricolor Preguinho no time principal, exceto o Torneio Início, deu-se justamente contra o Bangu, em 26 de abril de 1925, partida disputada em Laranjeiras e válida pela primeira rodada do Campeonato Carioca, que acabou empatada por 1 a 1, ponto que fez muita falta ao Fluminense, já que o campeão deste ano acabou sendo o Flamengo, time para o qual o Flu não perderia (uma vitória e um empate), com um ponto de vantagem sobre o Tricolor. Momento emocionante deu-se antes da partida, quando o Bangu ofereceu a Preguinho um retrato de seu irmão, o também jogador de futebol, Mano, que falecera em 1922 após hemorragia interna decorrente de pancada no estômago acontecida enquanto jogava pelo time tricolor contra o São Cristóvão. O time no qual Preguinho mais fez gols acabaria sendo justamente o Bangu, contra o qual ele marcou dezessete gols.
Em 14 de maio de 1933 a vitória banguense por 2 a 0 em Laranjeiras marcou o primeiro confronto válido pelo Torneio Rio-São Paulo, partida que também valeu pelo Campeonato Carioca.
A primeira decisão de Campeonato Carioca envolvendo estes dois clubes foi em 12 de novembro de 1933, quando o Bangu goleou por 4 a 0 sagrando-se campeão carioca daquele ano, com três gols de Tião e um de Plácido Monsores, na maior goleada banguense sobre o Fluminense no estádio tricolor. Essa partida marcou a primeira vez no Brasil, pelo menos, que um grande foguetório anunciou a entrada de um time em campo, nesse caso o Bangu, cuja torcida se deslocou até a Zona Sul do Rio de Janeiro para acompanhar a partida decisiva.
Após a vitória por 2 a 1 sobre o Fluminense em 19 de junho de 1938, o Bangu só voltaria a vencer o Tricolor em 22 de agosto de 1943, por 5 a 3, após 17 jogos. Essa partida foi válida pelo Torneio Municipal do Rio de Janeiro de 1938, no qual o Fluminense se sagrou campeão e o Bangu terminou em terceiro lugar, com o goleador banguense Bahiano, autor de 18 gols, tendo marcado o recorde de gols da História do Torneio Municipal em uma única edição.
O Bangu inaugurou o Estádio Moça Bonita formalmente em 1947, só havendo jogos em 1948, e já em 17 de abril aconteceu a primeira partida contra o Flu em seu novo campo, com o Tricolor vindo a vencer partida de caráter amistoso, por 3 a 2. Em 7 de novembro foi realizada a primeira partida válida pelo Campeonato Carioca em Moça Bonita, mais uma vitória apertada do Fluminense, agora por 2 a 1. O crescimento patrimonial banguense, viria acompanhado de duas décadas de grandes campanhas nos gramados.
Na primeira partida disputada no Maracanã, vitória banguense por 5 a 1, e na segunda outra goleada do Bangu, por 5 a 0, ambas as partidas válidas pelo Campeonato Carioca de 1950.
O Bangu estava invicto no Campeonato Carioca de 1951, mas a vitória tricolor no Turno por 5 a 3 em 23 de setembro como que prenunciou os duros embates que viriam pela frente. O clube da Zona Oeste evitou que o Fluminense fosse campeão antecipado, já em 6 de janeiro de 1952, no Returno, ao ganhar do Tricolor por 1 a 0 com gol de Vermelho na última rodada, e tendo estes clubes terminado o campeonato empatados com 31 pontos em 20 jogos, fizeram uma melhor de três pontos (nessa época a vitória valia dois pontos) para decidirem o título, tendo o Flu vencido as duas, por 1 a 0 e 2 a 0, com gols de Orlando Pingo de Ouro no primeiro jogo e com dois de Telê Santana no segundo, sagrando-se campeão carioca de 1951.[carece de fontes?] Por sugestão de seu chefe de gravura, Carlos Nicolaievsky, o jornal Última Hora publicou em sua primeira página uma foto colorida do time campeão carioca de 1951, o que foi apontado como tendo sido a primeira vez na história da imprensa esportiva que uma foto colorida de time de futebol saísse na primeira página de um jornal.
Na edição seguinte do Campeonato Carioca o Fluminense terminaria em segundo, empatado em pontos com o Flamengo, com o Vasco da Gama campeão e o Bangu terminando em quarto e fazendo os artilheiros do campeonato, Zizinho e Menezes. Em 11 de outubro o Fluminense venceu o Bangu por 3 a 1 perante 38.176 torcedores, e já em 4 de janeiro de 1953 o Bangu conseguiu virar um jogo que perdia por 2 a 0, com o resultado final apontando 3 a 2 a favor dos alvirrubros e os 30.740 presentes ao Maracanã assistindo uma eletrizante partida de futebol.
Ao vencer o Fluminense, que não tinha mais chances de sagrar-se campeão, por 2 a 1 no Estádio de Laranjeiras, o Bangu conquistou o Torneio Quadrangular do Rio de Janeiro de 1957, também conhecido como Taça A. J. Renner, que teve ainda as participações do Vasco da Gama e do Renner-RS.
O Campeonato Carioca de 1959 foi por pontos corridos, o Fluminense foi o campeão e o Bangu terminou o campeonato empatado na segunda colocação com o Botafogo. Na antepenúltima rodada Fluminense e Bangu empataram em 0 a 0, em jogo cercado de muita expectativa, pois uma combinação de resultados poderia dar o título antecipado ao Fluminense, que acabaria campeão na outra rodada contra o Madureira. A única derrota do Flu nesse campeonato foi justamente para o Bangu, no Primeiro Turno, por 1 a 0.
No Campeonato Carioca de 1963, ao vencer o Botafogo por 2 a 1 os alvirrubros abriram seis pontos de vantagem para o segundo colocado, faltando apenas quatro rodadas para o encerramento do campeonato (lembrando que nesta época a vitória valia dois pontos). O Bangu veio então a perder para o Flamengo por 3 a 1, empatar com o America em 2 a 2 após estar vencendo por 2 a 0, perder para o Fluminense por 3 a 1 (perante 40.505 pagantes) e para o Vasco por 2 a 0. No final deste campeonato o Bangu terminou em terceiro e o Fluminense foi o vice-campeão.
Tricolores e alvirrubros voltaram a se confrontar na final do Campeonato Carioca de 1964, em melhor de três partidas, mas como o Fluminense ganhou as duas primeiras por 1 a 0 e 3 a 1, não houve necessidade de uma terceira partida para definir o título. O técnico Tim foi considerado o grande personagem desta conquista do Fluminense.
Pelo Campeonato Carioca de 1965 o Bangu perdeu para o Fluminense por 2 a 1 na última rodada, perdendo a oportunidade de disputar o título contra o Flamengo em jogo extra. O Fluminense terminou em terceiro.
Parecia que o Fluminense sempre se colocava no caminho do Bangu no momento de conquistar o título de campeão carioca tão perseguido desde 1933. Finalmente em 1966 o Bangu conseguiu superar o Tricolor por duas vezes, no turno por 1 a 0 (perante 32.466 pagantes) e no returno, já pela penúltima rodada do campeonato, por 3 a 1 (com 22.628 pagantes), vencendo o Flamengo na final, enquanto o Fluminense foi o terceiro colocado.
Em 7 de maio de 1967 a primeira partida válida pelo Campeonato Brasileiro, com vitória banguense por 2 a 0 no Maracanã.
No Campeonato Carioca de 1967 novamente o Tricolor atrapalha as ambições do Bangu, pois os dois pontos perdidos na derrota para o Fluminense por 3 a 1 no turno fizeram falta no momento de decidir o título contra o Botafogo, quando o Bangu perdeu por 2 a 1, pois o Alvirrubro poderia ter jogado com a vantagem do empate neste jogo e se tivesse perdido, como perdeu, teria direito a um jogo extra para decidir o título, o que não aconteceu. No returno o Bangu ganhou por 2 a 1, terminando o campeonato como vice-campeão, enquanto o Fluminense foi o terceiro colocado novamente.
Na Década de 1970 o Bangu atravessou uma fase difícil, sem o mesmo brilho anterior, começando a reagir em seu último ano, quando chegou em quarto no Campeonato Carioca de 1980, competição que acabou conquistada pelo Flu. Vitória tricolor por 2 a 1 no Primeiro Turno, em Moça Bonita, com o Bangu devolvendo o resultado no Segundo Turno.
No ano seguinte o Bangu repetiu o quarto lugar na principal competição estadual, uma posição e dois pontos a frente do Tricolor, tendo os três jogos deste confronto definido a classificação final dos dois clubes, um empate por 3 a 3 no Primeiro Turno e vitórias banguenses por 1 a 0 no Segundo Turno e 3 a 0 no Terceiro.
Em 1983, os dois clubes se classificaram para o triangular final do Campeonato Carioca, que tinha também a participação do Flamengo e acabaria dando o título ao Fluminense, tendo como resultado deste confronto o empate por 1 a 1. Caso o Bangu tivesse vencido o Flamengo no triangular decisivo teria forçado um jogo extra contra o Fluminense.
A última decisão carioca entre Fluminense e Bangu, foi em 1985, quando o Fluminense conquistou o tricampeonato carioca, vencendo por 2 a 1 com o gol da vitória sendo marcado pelo ponta esquerda Paulinho Carioca, de falta, em jogo que teve polêmicas, como a de supostos pênaltis que teriam acontecido, no início do Segundo Tempo, pedido pelo Fluminense, e após o árbitro apitar o final do jogo, pedido pelo Bangu. Neste mesmo ano o Bangu comprovaria a qualidade de seu time conquistando o vice campeonato brasileiro da primeira divisão, vindo a perder este título nos pênaltis, mas tendo realizado uma campanha irretocável.
Em 14 de agosto de 1989, Fluminense e Bangu fizeram uma decisão de torneio internacional, o Torneio de Kiev, na Ucrânia. Antes da decisão, o Fluminense venceu a Roma, da Itália, por 1 a 0 e o Bangu, o Dínamo de Kiev, time da casa, por 4 a 2. Na decisão 0 a 0 no tempo normal, com o Flu conquistando este torneio na decisão por pênaltis por 4 a 2.
O último jogo decisivo entre estes clubes, foi a semifinal do Campeonato Carioca de 2002 que terminou com um empate de 0 a 0, classificando o Fluminense para a final em que seria campeão, jogando contra o Americano de Campos.
A vitória tricolor por 1 a 0 em 20 de janeiro de 2011 marcou a ducentésima partida entre Bangu e Fluminense válida pelo Campeonato Carioca.
Já a partida vencida pelo Fluminense por 2 a 0 em 22 de fevereiro de 2019 foi o centésimo confronto realizado no Maracanã, apontando até então 54 vitórias do Fluminense, 28 do Bangu e 18 empates, 160 gols a favor do Fluminense e 104 a favor do Bangu, partida que também marcou a estreia do meia Paulo Henrique Ganso pelo Tricolor.
Na terceira rodada do Campeonato Carioca de 2020 aconteceu a maior goleada do Fluminense sobre o Bangu jogando no Estádio de Moça Bonita até então, ocasião na qual o Flu venceu por 5 a 1.

## Outras estatísticas
Goleadas
Maiores goleadas do Fluminense: 11–1, em 9 de dezembro de 1917 e em 21 de setembro de 1946.
Maior goleada do Bangu: 5–0, em 27 de novembro de 1951.
Artilheiros
Maior artilheiro do Fluminense: Henry Welfare, com 27 gols.
Maiores artilheiros do Bangu: Moacir Bueno e Ladislau da Guia, ambos com 13 gols.
Expulsões
Expulsões pelo Fluminense: 29.
Expulsões pelo Bangu: 52.
Séries
O maior período de invencibilidade foi do Fluminense, 26 jogos sem derrota (23 V e 3 E) entre 10 de maio de 1969 e 21 de setembro de 1980, enquanto a do Bangu foi de 8 jogos (6 V e 2 E) entre 3 de julho de 1949 e 23 de junho de 1951.
A maior sequência de vitórias foi do Fluminense, com 15 vitórias entre 13 de maio de 1945 e 18 de junho de 1949, a do Bangu foi de 6 jogos entre 3 de maio de 1950 e 23 de junho de 1951, enquanto a de empates foi de 4 jogos em 2 ocasiões, a última entre 29 de maio de 1999 e 8 de abril de 2001.
Havia uma grande série em aberto, pois o Bangu não vencia o Fluminense desde 8 de abril de 1998. Desde então, haviam sido 25 partidas de invencibilidade do Fluminense, com 20 vitórias e 5 empates neste período, com o Flu somando uma sequência de 15 vitórias. Após mais de 23 anos de jejum, no dia 27 de janeiro de 2022, a sequência foi quebrada, com o Bangu conseguindo uma vitória contra o Fluminense por 1 a 0 no Estádio Luso-Brasileiro.
Campeonato Brasileiro
Pelo Campeonato Brasileiro Unificado, foram 5 partidas, com 2 vitórias do Fluminense, 2 do Bangu e 1 empate:
1. Bangu 2–0 Fluminense, 7 de maio de 1967, Maracanã.
2. Bangu 1–0 Fluminense, 21 de novembro de 1968, Maracanã.
3. Bangu 0–1 Fluminense, 16 de abril de 1978, Moça Bonita.
4. Fluminense 1–0 Bangu, 31 de agosto de 1986, Maracanã.
5. Bangu 0–0 Fluminense, 17 de novembro de 1988, Moça Bonita.

Principais competições
Além do Campeonato Brasileiro, foram disputadas 210 partidas pelo Campeonato Carioca, com 135 vitórias do Fluminense, 41 do Bangu e 34 empates, 492 gols para o Fluminense e 239 para o Bangu. Já pelo Torneio Rio-São Paulo foram 7 jogos, com 4 vitórias do Bangu e 3 do Fluminense, 11 gols para o Bangu e 6 para o Fluminense.
Principais estádios
O Estádio do Maracanã foi o mais utilizado, com 100 partidas, 54 vitórias do Fluminense, 28 do Bangu e 18 empates, 160 gols a favor do Fluminense e 104 a favor do Bangu.
No Estádio de Laranjeiras foram 61 partidas, com 38 vitórias do Fluminense, 12 do Bangu e 11 empates, 195 gols a favor do Fluminense e 85 a favor do Bangu.
Já na Estádio de Moça Bonita foram 36 partidas, com 19 vitórias do Fluminense, 7 do Bangu e 10 empates, 50 gols a favor do Fluminense e 29 a favor do Bangu.
No Campo da Rua Ferrer foram 32 partidas, com 23 vitórias do Fluminense, 7 do Bangu e 2 empates, com 109 gols a favor do Fluminense e 62 a favor do Bangu, sendo estes os estádios mais utilizados na história deste confronto.
Cidades
Bangu versus Fluminense já foi disputado em 5 cidades: Rio de Janeiro, Duque de Caxias, Mesquita, Niterói e Kiev (Ucrânia).

## Decisões
Campeonato Carioca de 1933: Bangu campeão.
Campeonato Carioca de 1951: Fluminense campeão.
Campeonato Carioca de 1964: Fluminense campeão.
Campeonato Carioca de 1985: Fluminense campeão.
Torneio de Kiev de 1989: Fluminense campeão.

## Jogo importante
Taça A. J. Renner de 1957:
Bangu campeão em partida contra o Fluminense, que não poderia sair campeão neste jogo.
Campeonato Carioca de 1983:
Bangu, Flamengo e Fluminense, que acabaria campeão, compuseram a fase decisiva deste campeonato.

## Outro grande momento
Além das oportunidades acima nas quais se confrontaram diretamente pelos títulos de campeões, um dos clubes foi campeão com o outro vice, numa única ocasião:
Fluminense campeão, Bangu vice
Campeonato Carioca de 1959.

## Maiores públicos
Aonde não constam informações sobre públicos pagante e presente, a referência é aos pagantes, acima de 40.000, jogos no Maracanã.
1. Fluminense 0–1 Bangu, 92.961, 6 de janeiro de 1952 (81.166 pagantes).
2. Fluminense 2–1 Bangu, 88.162, 18 de dezembro de 1985.
3. Fluminense 2–0 Bangu, 78.849, 20 de janeiro de 1952 (68.820 pagantes).
4. Fluminense 3–1 Bangu, 75.106, 20 de dezembro de 1964.
5. Fluminense 0–2 Bangu, 69.960, 27 de março de 1966 (rodada dupla).
6. Fluminense 1–0 Bangu, 64.014, 16 de dezembro de 1964.
7. Fluminense 1–0 Bangu, 60.196, 13 de janeiro de 1952 (51.231 pagantes).
8. Fluminense 2–1 Bangu, 50.424, 15 de setembro de 1963.
9. Fluminense 0–0 Bangu, 44.405, 6 de dezembro de 1959 (39.207 pagantes).
10. Fluminense 5–3 Bangu, 44.370, 23 de setembro de 1951 (34.630 pagantes).
11. Fluminense 3–1 Bangu, 40.505 8 de dezembro de 1963.

Pelo menos os jogos com os públicos presentes desconhecidos de 9 de outubro de 1966 (32.466 pagantes), 5 de junho de 1969 (33.775 pagantes) e 4 de dezembro de 1983 (37.559 pagantes) eventualmente poderiam fazer parte desta lista. A partida que teve o maior público presente provavelmente foi a decisão do Campeonato Carioca de 1985, com essa informação não estando disponível atualmente.
Por décadas
1950 (1951/1960): 5.
1960 (1961/1970): 5.
1980 (1981/1990): 1.
Maior público no Século XXI
Fluminense 2–0 Bangu, 20.946, 22 de janeiro de 2019 (19.849 pagantes).
Maior público no Estádio do Engenhão
Fluminense 1–0 Bangu, 19.206, 20 de janeiro de 2011 (15.454 pagantes).
Maior público no Estádio de Moça Bonita
Bangu 0–0 Fluminense, 16.136, 1º de maio de 1977.
Maiores públicos antes da Era Maracanã (1905/1949)
Maior público no Estádio de São Januário: Fluminense 3–1 Bangu, 13.090, 21 de julho de 1946.
Maior público no Estádio de Moça Bonita: Bangu 1–1 Fluminense, 9.222, 3 de julho de 1949.
Maior público no Campo da Rua Ferrer: Bangu 5–3 Fluminense, 8.206, 22 de agosto de 1943.
Maior público no Estádio de Laranjeiras: Fluminense 2–2 Bangu, 9.351, 25 de setembro de 1949.
Final do Campeonato Carioca de 1933
O maior público em confrontos envolvendo Fluminense e Bangu no Estádio de Laranjeiras eventualmente pode ter sido a final do Campeonato Carioca de 1933, em 12 de novembro, considerando as imagens dos jornais da época que mostravam o estádio cheio, mas este público é desconhecido nos dias atuais, podendo ao máximo conjecturar a respeito.
O Jornal dos Sports publicou em 14 de novembro de 1933: "A renda, proveniente dos prélios America x Vasco e Fluminense x Bangu, chegou a alcançar approximadamente 50:000$000, sendo que 38:000$000 na peleja Fluminense x Bangu e 12:000$000 na lucta entre America x Vasco, quantia apreciável, levando-se em conta a outra grande lucta da tarde."
Caso não tivesse havido aumento no preço dos ingressos entre um ano e outro, dividindo-se a renda pelo ingresso médio de 4,2980 da partida Fluminense 6 a 2 Bangu, de 5 de abril de 1934 (renda de 23:407$000 e público de 5.446 pagantes), o público pagante teria sido de 8.841, mas houve aumento em 1934 para 4$000 (gerais) e 6$000 (arquibancadas), contra 2$200 e 4$400 da edição de 1933, com a geral tendo sido majorada para 3$300 no jogo decisivo, de modo que o público pagante foi maior, havendo também a presença de sócios do Fluminense e suas dependentes.
Sobre isto, escreveu o jornal O Paiz, de 14 de novembro de 1933, em sua página 6: "Decisivo como poderia ser - e como foi - este jogo, atraiu grande assistencia. Assim, o stadium tricolor encheu-se de uma multidão ruidosa e enthusiastica desejosa de ver o match no qual o Fluminense - o representante das tradições aristocráticas do sport - ia disputar ao Bangu - grêmio de proletários - a hegemonia do 1º ano de football profissional."
O jornal O Globo, edição matutina de 13 de novembro de 1933 dedicou toda a sua primeira página para registrar a conquista banguense, nela aparecendo as melhores fotos do Estádio de Laranjeiras neste dia. Na página 2, descreve a assistência, conforme a correção gramatical daquela época: "....explicaremos perfeitamente o comparecimento de tão grande multidão ao stadium das Laranjeiras, lotando quasi completamente as suas dependencias e portando-se com invulgar entushiasmo, não regateando applausos aos players de ambos os quadros."
No jornal A Noite, edição extraordinária de 13 de novembro de 1933, em sua página 2, foto com a panorâmica parcial do Estádio de Laranjeiras na decisão do Campeonato Carioca Profissional de 1933.

## Todos os confrontos
Legenda:
     Jogos não contabilizados nas estatísticas desse artigo (restritivos).
 Campeão em jogo válido por final de campeonato.
 Vice-campeão em jogo válido por final de campeonato.
| Lista de Jogos          |               |             |                   |                                          |                                                 |                 |
| Data                    | Time mandante | Placar      | Time visitante    | Competição                               | Estádio                                         | Local           |
| 14 de maio de 1905      | Bangu         | 5–3         | Fluminense        | Jogo amistoso (restritivo)               | Jardim da Fábrica Bangu                         | Rio de Janeiro  |
| 28 de maio de 1905      | Fluminense    | 3–0         | Bangu             | Jogo amistoso (restritivo)               | #Campo da Rua Guanabara\|Campo da Rua Guanabara | Rio de Janeiro  |
| 10 de junho de 1906     | Bangu         | 0–4         | Fluminense        | Campeonato Carioca                       | Rua Ferrer                                      | Rio de Janeiro  |
| 21 de outubro de 1906   | Fluminense    | 2–0         | Bangu             | Campeonato Carioca                       | Campo da Rua Guanabara                          | Rio de Janeiro  |
| 23 de maio de 1909      | Fluminense    | 9–0         | Bangu             | Campeonato Carioca                       | Campo da Rua Guanabara                          | Rio de Janeiro  |
| 21 de maio de 1911      | Fluminense    | 8–1         | Bangu             | Jogo amistoso                            | Campo da Rua Guanabara                          | Rio de Janeiro  |
| 14 de julho de 1912     | Bangu         | 2–3         | Fluminense        | Campeonato Carioca                       | Rua Ferrer                                      | Rio de Janeiro  |
| 18 de agosto de 1912    | Fluminense    | 4–1         | Bangu             | Campeonato Carioca                       | Campo da Rua Guanabara                          | Rio de Janeiro  |
| 8 de junho de 1913      | Fluminense    | 4–1         | Bangu             | Campeonato Carioca                       | Campo da Rua Guanabara                          | Rio de Janeiro  |
| 23 de maio de 1915      | Bangu         | 3–5         | Fluminense        | Campeonato Carioca                       | Rua Ferrer                                      | Rio de Janeiro  |
| 5 de setembro de 1915   | Fluminense    | 5–0         | Bangu             | Campeonato Carioca                       | Campo da Rua Guanabara                          | Rio de Janeiro  |
| 3 de setembro de 1916   | Fluminense    | 2–1         | Bangu             | Campeonato Carioca                       | Campo da Rua Guanabara                          | Rio de Janeiro  |
| 19 de novembro de 1916  | Bangu         | 4–1         | Fluminense        | Campeonato Carioca                       | Rua Ferrer                                      | Rio de Janeiro  |
| 10 de junho de 1917     | Bangu         | 1–2         | Fluminense        | Campeonato Carioca                       | Rua Ferrer                                      | Rio de Janeiro  |
| 9 de dezembro de 1917   | Fluminense    | 11–1        | Bangu             | Campeonato Carioca                       | Campo da Rua Guanabara                          | Rio de Janeiro  |
| 21 de abril de 1918     | Bangu         | 3–9         | Fluminense        | Campeonato Carioca                       | Rua Ferrer                                      | Rio de Janeiro  |
| 21 de julho de 1918     | Fluminense    | 4–2         | Bangu             | Campeonato Carioca                       | General Severiano                               | Rio de Janeiro  |
| 17 de agosto de 1919    | Fluminense    | 4–0         | Bangu             | Campeonato Carioca                       | Laranjeiras                                     | Rio de Janeiro  |
| 9 de novembro de 1919   | Bangu         | 2–3         | Fluminense        | Campeonato Carioca                       | Rua Ferrer                                      | Rio de Janeiro  |
| 11 de abril de 1920     | Bangu         | 2–3         | Fluminense        | Campeonato Carioca                       | Rua Ferrer                                      | Rio de Janeiro  |
| 14 de novembro de 1920  | Fluminense    | 2–1         | Bangu             | Campeonato Carioca                       | Laranjeiras                                     | Rio de Janeiro  |
| 1 de maio de 1921       | Bangu         | 4–3         | Fluminense        | Campeonato Carioca                       | Rua Ferrer                                      | Rio de Janeiro  |
| 17 de julho de 1921     | Fluminense    | 4–1         | Bangu             | Campeonato Carioca                       | Laranjeiras                                     | Rio de Janeiro  |
| 16 de abril de 1922     | Fluminense    | 5–3         | Bangu             | Campeonato Carioca                       | Laranjeiras                                     | Rio de Janeiro  |
| 9 de julho de 1922      | Bangu         | 1–4         | Fluminense        | Campeonato Carioca                       | Rua Ferrer                                      | Rio de Janeiro  |
| 29 de abril de 1923     | Bangu         | 1–5         | Fluminense        | Campeonato Carioca                       | Rua Ferrer                                      | Rio de Janeiro  |
| 5 de agosto de 1923     | Fluminense    | 6–0         | Bangu             | Campeonato Carioca                       | Laranjeiras                                     | Rio de Janeiro  |
| 4 de maio de 1924       | Bangu         | 5–6         | Fluminense        | Campeonato Carioca                       | Rua Ferrer                                      | Rio de Janeiro  |
| 3 de agosto de 1924     | Fluminense    | 5–3         | Bangu             | Campeonato Carioca                       | Laranjeiras                                     | Rio de Janeiro  |
| 26 de abril de 1925     | Fluminense    | 1–1         | Bangu             | Campeonato Carioca                       | Laranjeiras                                     | Rio de Janeiro  |
| 5 de julho de 1925      | Bangu         | 1–3         | Fluminense        | Campeonato Carioca                       | Rua Ferrer                                      | Rio de Janeiro  |
| 16 de maio de 1926      | Bangu         | 2–3         | Fluminense        | Campeonato Carioca                       | Rua Ferrer                                      | Rio de Janeiro  |
| 1 de agosto de 1926     | Fluminense    | 4–2         | Bangu             | Campeonato Carioca                       | Laranjeiras                                     | Rio de Janeiro  |
| 22 de maio de 1927      | Bangu         | 4–7         | Fluminense        | Campeonato Carioca                       | Rua Ferrer                                      | Rio de Janeiro  |
| 31 de julho de 1927     | Fluminense    | 1–1         | Bangu             | Campeonato Carioca                       | Laranjeiras                                     | Rio de Janeiro  |
| 13 de maio de 1928      | Fluminense    | 3–2         | Bangu             | Campeonato Carioca                       | Laranjeiras                                     | Rio de Janeiro  |
| 26 de agosto de 1928    | Bangu         | 1–2         | Fluminense        | Campeonato Carioca                       | Rua Ferrer                                      | Rio de Janeiro  |
| 14 de abril de 1929     | Bangu         | 3–2         | Fluminense        | Campeonato Carioca                       | Rua Ferrer                                      | Rio de Janeiro  |
| 28 de julho de 1929     | Fluminense    | 1–0         | Bangu             | Campeonato Carioca                       | Laranjeiras                                     | Rio de Janeiro  |
| 13 de abril de 1930     | Fluminense    | 2–3         | Bangu             | Campeonato Carioca                       | Laranjeiras                                     | Rio de Janeiro  |
| 28 de setembro de 1930  | Bangu         | 0–1         | Fluminense        | Campeonato Carioca                       | Rua Ferrer                                      | Rio de Janeiro  |
| 1 de maio de 1931       | Fluminense    | 3–0         | Bangu             | Jogo amistoso                            | Campos Sales                                    | Rio de Janeiro  |
| 24 de maio de 1931      | Bangu         | 1–0         | Fluminense        | Campeonato Carioca                       | Rua Ferrer                                      | Rio de Janeiro  |
| 15 de novembro de 1931  | Fluminense    | 2–2         | Bangu             | Campeonato Carioca                       | Laranjeiras                                     | Rio de Janeiro  |
| 24 de abril de 1932     | Fluminense    | 2–2         | Bangu             | Campeonato Carioca                       | Laranjeiras                                     | Rio de Janeiro  |
| 24 de julho de 1932     | Bangu         | 4–3         | Fluminense        | Campeonato Carioca                       | Rua Ferrer                                      | Rio de Janeiro  |
| 13 de maio de 1933      | Fluminense    | 3–1         | Bangu             | Campeonato Carioca de Amadores           | Laranjeiras                                     | Rio de Janeiro  |
| 14 de maio de 1933      | Fluminense    | 0–2         | Bangu             | Campeonato Carioca/Torneio Rio-São Paulo | Laranjeiras                                     | Rio de Janeiro  |
| 8 de julho de 1933      | Fluminense    | 8–1         | Bangu             | Campeonato Carioca de Amadores           | Laranjeiras                                     | Rio de Janeiro  |
| 12 de novembro de 1933  | Fluminense    | 0–4         | Bangu             | Campeonato Carioca/Torneio Rio-São Paulo | Laranjeiras                                     | Rio de Janeiro  |
| 5 de abril de 1934      | Fluminense    | 6–2         | Bangu             | Campeonato Carioca                       | Laranjeiras                                     | Rio de Janeiro  |
| 3 de junho de 1934      | Bangu         | 3–1         | Fluminense        | Campeonato Carioca                       | Laranjeiras                                     | Rio de Janeiro  |
| 7 de outubro de 1934    | Bangu         | 2–2         | Fluminense        | Torneio Extra                            | Rua Ferrer                                      | Rio de Janeiro  |
| 29 de novembro de 1934  | Fluminense    | 1–1         | Bangu             | Torneio Extra                            | Laranjeiras                                     | Rio de Janeiro  |
| 9 de dezembro de 1934   | Bangu         | 3–4         | Fluminense        | Torneio Extra                            | Figueira de Melo                                | Rio de Janeiro  |
| 7 de setembro de 1937   | Bangu         | 1–5         | Fluminense        | Jogo amistoso                            | Rua Ferrer                                      | Rio de Janeiro  |
| 3 de novembro de 1937   | Bangu         | 0–2         | Fluminense        | Campeonato Carioca                       | Rua Ferrer                                      | Rio de Janeiro  |
| 15 de dezembro de 1937  | Fluminense    | 7–0         | Bangu             | Campeonato Carioca                       | Laranjeiras                                     | Rio de Janeiro  |
| 17 de abril de 1938     | Fluminense    | 4–2         | Bangu             | Torneio Municipal                        | Laranjeiras                                     | Rio de Janeiro  |
| 19 de junho de 1938     | Bangu         | 2–1         | Fluminense        | Torneio Municipal                        | Rua Ferrer                                      | Rio de Janeiro  |
| 4 de setembro de 1938   | Bangu         | 1–6         | Fluminense        | Campeonato Carioca                       | Rua Ferrer                                      | Rio de Janeiro  |
| 13 de novembro de 1938  | Fluminense    | 4–1         | Bangu             | Campeonato Carioca                       | Laranjeiras                                     | Rio de Janeiro  |
| 9 de abril de 1939      | Bangu         | 1–1         | Fluminense        | Campeonato Carioca                       | Rua Ferrer                                      | Rio de Janeiro  |
| 2 de julho de 1939      | Fluminense    | 3–0         | Bangu             | Campeonato Carioca                       | Laranjeiras                                     | Rio de Janeiro  |
| 30 de setembro de 1939  | Bangu         | 2–3         | Fluminense        | Campeonato Carioca                       | Campos Sales                                    | Rio de Janeiro  |
| 28 de abril de 1940     | Bangu         | 0–3         | Fluminense        | Campeonato Carioca                       | Gávea                                           | Rio de Janeiro  |
| 28 de julho de 1940     | Bangu         | 1–2         | Fluminense        | Campeonato Carioca                       | Rua Ferrer                                      | Rio de Janeiro  |
| 20 de outubro de 1940   | Fluminense    | 2–0         | Bangu             | Campeonato Carioca                       | Laranjeiras                                     | Rio de Janeiro  |
| 8 de junho de 1941      | Bangu         | 1–2         | Fluminense        | Campeonato Carioca                       | Rua Ferrer                                      | Rio de Janeiro  |
| 10 de agosto de 1941    | Fluminense    | 4–3         | Bangu             | Campeonato Carioca                       | Laranjeiras                                     | Rio de Janeiro  |
| 5 de outubro de 1941    | Bangu         | 2–10        | Fluminense        | Campeonato Carioca                       | Rua Ferrer                                      | Rio de Janeiro  |
| 8 de novembro de 1941   | Fluminense    | 7–2         | Bangu             | Campeonato Carioca                       | Laranjeiras                                     | Rio de Janeiro  |
| 12 de abril de 1942     | Bangu         | 3–4         | Fluminense        | Campeonato Carioca                       | Conselheiro Galvão                              | Rio de Janeiro  |
| 20 de junho de 1942     | Fluminense    | 3–1         | Bangu             | Campeonato Carioca                       | Laranjeiras                                     | Rio de Janeiro  |
| 23 de agosto de 1942    | Bangu         | 1–2         | Fluminense        | Campeonato Carioca                       | Rua Ferrer                                      | Rio de Janeiro  |
| 18 de abril de 1943     | Bangu         | 1–6         | Fluminense        | Torneio Municipal                        | Gávea                                           | Rio de Janeiro  |
| 17 de junho de 1943     | Fluminense    | 6–2         | Bangu             | Campeonato Carioca                       | Laranjeiras                                     | Rio de Janeiro  |
| 22 de agosto de 1943    | Bangu         | 5–3         | Fluminense        | Campeonato Carioca                       | Rua Ferrer                                      | Rio de Janeiro  |
| 4 de junho de 1944      | Bangu         | 4–1         | Fluminense        | Torneio Municipal                        | General Severiano                               | Rio de Janeiro  |
| 6 de agosto de 1944     | Bangu         | 0–1         | Fluminense        | Campeonato Carioca                       | General Severiano                               | Rio de Janeiro  |
| 8 de outubro de 1944    | Fluminense    | 2–3         | Bangu             | Campeonato Carioca                       | Laranjeiras                                     | Rio de Janeiro  |
| 13 de maio de 1945      | Bangu         | 3–6         | Fluminense        | Torneio Municipal                        | Conselheiro Galvão                              | Rio de Janeiro  |
| 12 de agosto de 1945    | Bangu         | 1–2         | Fluminense        | Campeonato Carioca                       | Conselheiro Galvão                              | Rio de Janeiro  |
| 20 de outubro de 1945   | Fluminense    | 5–0         | Bangu             | Campeonato Carioca                       | Laranjeiras                                     | Rio de Janeiro  |
| 5 de maio de 1946       | Bangu         | 2–5         | Fluminense        | Torneio Municipal                        | Gávea                                           | Rio de Janeiro  |
| 21 de julho de 1946     | Bangu         | 1–3         | Fluminense        | Campeonato Carioca                       | São Januário                                    | Rio de Janeiro  |
| 21 de setembro de 1946  | Fluminense    | 11–1        | Bangu             | Campeonato Carioca                       | Laranjeiras                                     | Rio de Janeiro  |
| 30 de abril de 1947     | Bangu         | 0–3         | Fluminense        | Torneio Municipal                        | São Januário                                    | Rio de Janeiro  |
| 17 de agosto de 1947    | Bangu         | 0–4         | Fluminense        | Campeonato Carioca                       | Conselheiro Galvão                              | Rio de Janeiro  |
| 1 de novembro de 1947   | Fluminense    | 5–0         | Bangu             | Campeonato Carioca                       | Laranjeiras                                     | Rio de Janeiro  |
| 17 de abril de 1948     | Bangu         | 2–3         | Fluminense        | Jogo amistoso                            | Moça Bonita                                     | Rio de Janeiro  |
| 21 de abril de 1948     | Fluminense    | 3–2         | Bangu             | Jogo amistoso                            | Laranjeiras                                     | Rio de Janeiro  |
| 11 de junho de 1948     | Bangu         | 1–2         | Fluminense        | Torneio Municipal                        | General Severiano                               | Rio de Janeiro  |
| 15 de agosto de 1948    | Fluminense    | 5–2         | Bangu             | Campeonato Carioca                       | Laranjeiras                                     | Rio de Janeiro  |
| 7 de novembro de 1948   | Bangu         | 1–2         | Fluminense        | Campeonato Carioca                       | Moça Bonita                                     | Rio de Janeiro  |
| 18 de junho de 1949     | Bangu         | 2–5         | Fluminense        | Jogo amistoso                            | General Severiano                               | Rio de Janeiro  |
| 3 de julho de 1949      | Bangu         | 1–1         | Fluminense        | Campeonato Carioca                       | Moça Bonita                                     | Rio de Janeiro  |
| 25 de setembro de 1949  | Fluminense    | 2–2         | Bangu             | Campeonato Carioca                       | Laranjeiras                                     | Rio de Janeiro  |
| 3 de maio de 1950       | Fluminense    | 5–6         | Bangu             | Jogo amistoso                            | Laranjeiras                                     | Rio de Janeiro  |
| 10 de maio de 1950      | Fluminense    | 3–5         | Bangu             | Jogo amistoso                            | Laranjeiras                                     | Rio de Janeiro  |
| 10 de setembro de 1950  | Fluminense    | 1–5         | Bangu             | Campeonato Carioca                       | Maracanã                                        | Rio de Janeiro  |
| 27 de janeiro de 1951   | Bangu         | 5–0         | Fluminense        | Campeonato Carioca                       | Maracanã                                        | Rio de Janeiro  |
| 23 de junho de 1951     | Bangu         | 2–1         | Fluminense        | Torneio Municipal                        | General Severiano                               | Rio de Janeiro  |
| 23 de setembro de 1951  | Bangu         | 3–5         | Fluminense        | Campeonato Carioca                       | Maracanã                                        | Rio de Janeiro  |
| 6 de janeiro de 1952    | Fluminense    | 0–1         | Bangu             | Campeonato Carioca                       | Maracanã                                        | Rio de Janeiro  |
| 13 de janeiro de 1952   | Fluminense    | 1–0         | Bangu             | Campeonato Carioca                       | Maracanã                                        | Rio de Janeiro  |
| 20 de janeiro de 1952   | Fluminense    | 2–0         | Bangu             | Campeonato Carioca                       | Maracanã                                        | Rio de Janeiro  |
| 12 de março de 1952     | Bangu         | 0–1         | Fluminense        | Torneio Rio-São Paulo                    | Maracanã                                        | Rio de Janeiro  |
| 12 de outubro de 1952   | Fluminense    | 3–1         | Bangu             | Campeonato Carioca                       | Maracanã                                        | Rio de Janeiro  |
| 4 de janeiro de 1953    | Bangu         | 3–2         | Fluminense        | Campeonato Carioca                       | Maracanã                                        | Rio de Janeiro  |
| 21 de abril de 1953     | Bangu         | 0–2         | Fluminense        | Torneio Rio-São Paulo                    | Maracanã                                        | Rio de Janeiro  |
| 12 de setembro de 1953  | Fluminense    | 2–1         | Bangu             | Campeonato Carioca                       | Maracanã                                        | Rio de Janeiro  |
| 11 de outubro de 1953   | Bangu         | 1–2         | Fluminense        | Campeonato Carioca                       | Maracanã                                        | Rio de Janeiro  |
| 6 de janeiro de 1954    | Fluminense    | 1–3         | Bangu             | Campeonato Carioca                       | Maracanã                                        | Rio de Janeiro  |
| 2 de outubro de 1954    | Bangu         | 2–2         | Fluminense        | Campeonato Carioca                       | Maracanã                                        | Rio de Janeiro  |
| 8 de janeiro de 1955    | Fluminense    | 1–4         | Bangu             | Campeonato Carioca                       | Maracanã                                        | Rio de Janeiro  |
| 10 de fevereiro de 1955 | Fluminense    | 1–2         | Bangu             | Campeonato Carioca                       | Maracanã                                        | Rio de Janeiro  |
| 3 de junho de 1955      | Bangu         | 0–2         | Fluminense        | Torneio Pentagonal de Aspirantes         | General Severiano                               | Rio de Janeiro  |
| 15 de outubro de 1955   | Bangu         | 1–0         | Fluminense        | Campeonato Carioca                       | Maracanã                                        | Rio de Janeiro  |
| 15 de janeiro de 1956   | Fluminense    | 1–4         | Bangu             | Campeonato Carioca                       | Maracanã                                        | Rio de Janeiro  |
| 11 de março de 1956     | Fluminense    | 1–1         | Bangu             | Campeonato Carioca                       | Maracanã                                        | Rio de Janeiro  |
| 9 de setembro de 1956   | Fluminense    | 5–0         | Bangu             | Campeonato Carioca                       | Maracanã                                        | Rio de Janeiro  |
| 11 de novembro de 1956  | Bangu         | 3–1         | Fluminense        | Campeonato Carioca                       | Maracanã                                        | Rio de Janeiro  |
| 21 de abril de 1957     | Fluminense    | 1–2         | Bangu             | Taça A. J. Renner                        | Laranjeiras                                     | Rio de Janeiro  |
| 15 de setembro de 1957  | Fluminense    | 2–0         | Bangu             | Campeonato Carioca                       | Maracanã                                        | Rio de Janeiro  |
| 14 de dezembro de 1957  | Fluminense    | 4–2         | Bangu             | Campeonato Carioca                       | Maracanã                                        | Rio de Janeiro  |
| 16 de setembro de 1958  | Bangu         | 0–1         | Fluminense        | Campeonato Carioca                       | Maracanã                                        | Rio de Janeiro  |
| 8 de novembro de 1958   | Fluminense    | 1–1         | Bangu             | Campeonato Carioca                       | Maracanã                                        | Rio de Janeiro  |
| 30 de agosto de 1959    | Fluminense    | 0–1         | Bangu             | Campeonato Carioca                       | Maracanã                                        | Rio de Janeiro  |
| 6 de dezembro de 1959   | Bangu         | 0–0         | Fluminense        | Campeonato Carioca                       | Maracanã                                        | Rio de Janeiro  |
| 3 de setembro de 1960   | Fluminense    | 3–1         | Bangu             | Campeonato Carioca                       | Maracanã                                        | Rio de Janeiro  |
| 9 de outubro de 1960    | Bangu         | 0–2         | Fluminense        | Campeonato Carioca                       | São Januário                                    | Rio de Janeiro  |
| 15 de abril de 1961     | Bangu         | 1–0         | Fluminense        | Jogo amistoso                            | Moça Bonita                                     | Rio de Janeiro  |
| 10 de agosto de 1961    | Fluminense    | 1–2         | Bangu             | Campeonato Carioca                       | Maracanã                                        | Rio de Janeiro  |
| 18 de novembro de 1961  | Bangu         | 1–0         | Fluminense        | Campeonato Carioca                       | Maracanã                                        | Rio de Janeiro  |
| 21 de dezembro de 1961  | Fluminense    | 1–0         | Bangu             | Campeonato Carioca                       | Maracanã                                        | Rio de Janeiro  |
| 1 de setembro de 1962   | Fluminense    | 2–1         | Bangu             | Campeonato Carioca                       | Maracanã                                        | Rio de Janeiro  |
| 24 de novembro de 1962  | Bangu         | 0–2         | Fluminense        | Campeonato Carioca                       | Maracanã                                        | Rio de Janeiro  |
| 15 de setembro de 1963  | Fluminense    | 2–1         | Bangu             | Campeonato Carioca                       | Maracanã                                        | Rio de Janeiro  |
| 8 de dezembro de 1963   | Bangu         | 1–3         | Fluminense        | Campeonato Carioca                       | Maracanã                                        | Rio de Janeiro  |
| 5 de maio de 1964       | Bangu         | 2–1         | Fluminense        | Torneio Rio-São Paulo                    | Maracanã                                        | Rio de Janeiro  |
| 9 de agosto de 1964     | Fluminense    | 0–0         | Bangu             | Campeonato Carioca                       | Maracanã                                        | Rio de Janeiro  |
| 25 de outubro de 1964   | Bangu         | 2–1         | Fluminense        | Campeonato Carioca                       | Maracanã                                        | Rio de Janeiro  |
| 16 de dezembro de 1964  | Fluminense    | 1–0         | Bangu             | Campeonato Carioca                       | Maracanã                                        | Rio de Janeiro  |
| 20 de dezembro de 1964  | Fluminense    | 3–1         | Bangu             | Campeonato Carioca                       | Maracanã                                        | Rio de Janeiro  |
| 1 de maio de 1965       | Bangu         | 1–2         | Fluminense        | Jogo amistoso                            | Moça Bonita                                     | Rio de Janeiro  |
| 15 de agosto de 1965    | Bangu         | 2–2         | Fluminense        | Taça Guanabara                           | Maracanã                                        | Rio de Janeiro  |
| 30 de outubro de 1965   | Bangu         | 2–1         | Fluminense        | Campeonato Carioca                       | Maracanã                                        | Rio de Janeiro  |
| 18 de dezembro de 1965  | Fluminense    | 1–0         | Bangu             | Campeonato Carioca                       | Maracanã                                        | Rio de Janeiro  |
| 27 de março de 1966     | Bangu         | 2–0         | Fluminense        | Torneio Rio-São Paulo                    | Maracanã                                        | Rio de Janeiro  |
| 21 de agosto de 1966    | Bangu         | 1–1         | Fluminense        | Taça Guanabara                           | Maracanã                                        | Rio de Janeiro  |
| 9 de outubro de 1966    | Bangu         | 1–0         | Fluminense        | Campeonato Carioca                       | Maracanã                                        | Rio de Janeiro  |
| 11 de dezembro de 1966  | Fluminense    | 1–3         | Bangu             | Campeonato Carioca                       | Maracanã                                        | Rio de Janeiro  |
| 7 de maio de 1967       | Bangu         | 2–0         | Fluminense        | Torneio Roberto Gomes Pedrosa            | Maracanã                                        | Rio de Janeiro  |
| 21 de julho de 1967     | Bangu         | 2–0         | Fluminense        | Taça Guanabara                           | Maracanã                                        | Rio de Janeiro  |
| 12 de novembro de 1967  | Bangu         | 1–3         | Fluminense        | Campeonato Carioca                       | Maracanã                                        | Rio de Janeiro  |
| 14 de dezembro de 1967  | Fluminense    | 1–2         | Bangu             | Campeonato Carioca                       | Maracanã                                        | Rio de Janeiro  |
| 7 de abril de 1968      | Fluminense    | 0–2         | Bangu             | Campeonato Carioca                       | Maracanã                                        | Rio de Janeiro  |
| 1 de junho de 1968      | Bangu         | 2–1         | Fluminense        | Campeonato Carioca                       | Maracanã                                        | Rio de Janeiro  |
| 7 de setembro de 1968   | Bangu         | 1–2         | Fluminense        | Taça Guanabara                           | Maracanã                                        | Rio de Janeiro  |
| 21 de novembro de 1968  | Bangu         | 1–0         | Fluminense        | Torneio Roberto Gomes Pedrosa            | Maracanã                                        | Rio de Janeiro  |
| 10 de maio de 1969      | Fluminense    | 3–1         | Bangu             | Campeonato Carioca                       | Maracanã                                        | Rio de Janeiro  |
| 5 de junho de 1969      | Bangu         | 0–3         | Fluminense        | Campeonato Carioca                       | Maracanã                                        | Rio de Janeiro  |
| 28 de junho de 1969     | Bangu         | 0–2         | Fluminense        | Taça Guanabara                           | Maracanã                                        | Rio de Janeiro  |
| 6 de março de 1970      | Fluminense    | 2–1         | Bangu             | Taça Guanabara                           | Maracanã                                        | Rio de Janeiro  |
| 9 de maio de 1970       | Fluminense    | 2–0         | Bangu             | Taça Guanabara                           | Maracanã                                        | Rio de Janeiro  |
| 5 de agosto de 1970     | Fluminense    | 5–2         | Bangu             | Campeonato Carioca                       | Maracanã                                        | Rio de Janeiro  |
| 22 de abril de 1971     | Fluminense    | 3–2         | Bangu             | Campeonato Carioca                       | Maracanã                                        | Rio de Janeiro  |
| 6 de junho de 1971      | Bangu         | 0–0         | Fluminense        | Campeonato Carioca                       | Maracanã                                        | Rio de Janeiro  |
| 10 de julho de 1971     | Fluminense    | 3–3         | Bangu             | Taça Guanabara                           | Maracanã                                        | Rio de Janeiro  |
| 1 de abril de 1972      | Fluminense    | 2–1         | Bangu             | Campeonato Carioca                       | Maracanã                                        | Rio de Janeiro  |
| 17 de março de 1973     | Bangu         | 0–1         | Fluminense        | Campeonato Carioca                       | São Januário                                    | Rio de Janeiro  |
| 19 de maio de 1973      | Fluminense    | 5–0         | Bangu             | Campeonato Carioca                       | Maracanã                                        | Rio de Janeiro  |
| 4 de agosto de 1973     | Bangu         | 1–2         | Fluminense        | Campeonato Carioca                       | Maracanã                                        | Rio de Janeiro  |
| 24 de agosto de 1974    | Fluminense    | 4–0         | Bangu             | Campeonato Carioca                       | Maracanã                                        | Rio de Janeiro  |
| 9 de abril de 1975      | Fluminense    | 1–0         | Bangu             | Campeonato Carioca                       | Maracanã                                        | Rio de Janeiro  |
| 21 de maio de 1975      | Bangu         | 0–3         | Fluminense        | Campeonato Carioca                       | Maracanã                                        | Rio de Janeiro  |
| 12 de julho de 1975     | Bangu         | 0–1         | Fluminense        | Campeonato Carioca                       | Maracanã                                        | Rio de Janeiro  |
| 12 de maio de 1976      | Fluminense    | 3–1         | Bangu             | Campeonato Carioca                       | Maracanã                                        | Rio de Janeiro  |
| 1 de maio de 1977       | Bangu         | 0–0         | Fluminense        | Campeonato Carioca                       | Moça Bonita                                     | Rio de Janeiro  |
| 20 de julho de 1977     | Fluminense    | 4–0         | Bangu             | Campeonato Carioca                       | Maracanã                                        | Rio de Janeiro  |
| 16 de abril de 1978     | Bangu         | 0–1         | Fluminense        | Campeonato Brasileiro                    | Moça Bonita                                     | Rio de Janeiro  |
| 4 de outubro de 1978    | Fluminense    | 5–0         | Bangu             | Campeonato Carioca                       | Maracanã                                        | Rio de Janeiro  |
| 29 de novembro de 1978  | Bangu         | 0–2         | Fluminense        | Campeonato Carioca                       | Moça Bonita                                     | Rio de Janeiro  |
| 1 de julho de 1979      | Bangu         | 0–4         | Fluminense        | Campeonato Carioca                       | Moça Bonita                                     | Rio de Janeiro  |
| 6 de outubro de 1979    | Fluminense    | 5–0         | Bangu             | Campeonato Carioca                       | Maracanã                                        | Rio de Janeiro  |
| 21 de setembro de 1980  | Bangu         | 1–2         | Fluminense        | Campeonato Carioca                       | Moça Bonita                                     | Rio de Janeiro  |
| 12 de novembro de 1980  | Bangu         | 2–1         | Fluminense        | Campeonato Carioca                       | Marechal Hermes                                 | Rio de Janeiro  |
| 7 de junho de 1981      | Bangu         | 3–3         | Fluminense        | Campeonato Carioca                       | Moça Bonita                                     | Rio de Janeiro  |
| 16 de agosto de 1981    | Fluminense    | 0–1         | Bangu             | Campeonato Carioca                       | Maracanã                                        | Rio de Janeiro  |
| 25 de outubro de 1981   | Bangu         | 3–0         | Fluminense        | Campeonato Carioca                       | Moça Bonita                                     | Rio de Janeiro  |
| 25 de julho de 1982     | Fluminense    | 0–0         | Bangu             | Campeonato Carioca                       | Maracanã                                        | Rio de Janeiro  |
| 3 de outubro de 1982    | Fluminense    | 1–0         | Bangu             | Campeonato Carioca                       | Maracanã                                        | Rio de Janeiro  |
| 7 de agosto de 1983     | Bangu         | 0–3         | Fluminense        | Campeonato Carioca                       | Maracanã                                        | Rio de Janeiro  |
| 23 de outubro de 1983   | Fluminense    | 0–1         | Bangu             | Campeonato Carioca                       | Maracanã                                        | Rio de Janeiro  |
| 4 de dezembro de 1983   | Fluminense    | 1–1         | Bangu             | Campeonato Carioca                       | Maracanã                                        | Rio de Janeiro  |
| 22 de julho de 1984     | Fluminense    | 0–0         | Bangu             | Campeonato Carioca                       | Maracanã                                        | Rio de Janeiro  |
| 21 de outubro de 1984   | Bangu         | 1–1         | Fluminense        | Campeonato Carioca                       | Maracanã                                        | Rio de Janeiro  |
| 7 de setembro de 1985   | Fluminense    | 2–2         | Bangu             | Campeonato Carioca                       | Maracanã                                        | Rio de Janeiro  |
| 2 de novembro de 1985   | Fluminense    | 1–2         | Bangu             | Campeonato Carioca                       | Maracanã                                        | Rio de Janeiro  |
| 18 de dezembro de 1985  | Fluminense    | 2–1         | Bangu             | Campeonato Carioca                       | Maracanã                                        | Rio de Janeiro  |
| 30 de março de 1986     | Fluminense    | 1–0         | Bangu             | Campeonato Carioca                       | Maracanã                                        | Rio de Janeiro  |
| 26 de julho de 1986     | Fluminense    | 1–0         | Bangu             | Campeonato Carioca                       | Maracanã                                        | Rio de Janeiro  |
| 31 de agosto de 1986    | Fluminense    | 1–0         | Bangu             | Campeonato Brasileiro                    | Maracanã                                        | Rio de Janeiro  |
| 22 de março de 1987     | Fluminense    | 0–0         | Bangu             | Campeonato Carioca                       | Maracanã                                        | Rio de Janeiro  |
| 13 de maio de 1987      | Fluminense    | 1–1         | Bangu             | Campeonato Carioca                       | Maracanã                                        | Rio de Janeiro  |
| 18 de julho de 1987     | Bangu         | 1–1         | Fluminense        | Campeonato Carioca                       | Maracanã                                        | Rio de Janeiro  |
| 2 de março de 1988      | Fluminense    | 1–0         | Bangu             | Campeonato Carioca                       | Maracanã                                        | Rio de Janeiro  |
| 24 de abril de 1988     | Fluminense    | 1–0         | Bangu             | Campeonato Carioca                       | Maracanã                                        | Rio de Janeiro  |
| 17 de novembro de 1988  | Bangu         | 0 (4)–(5) 0 | Fluminense (pen.) | Campeonato Brasileiro                    | Moça Bonita                                     | Rio de Janeiro  |
| 25 de fevereiro de 1989 | Bangu         | 0–0         | Fluminense        | Campeonato Carioca                       | Moça Bonita                                     | Rio de Janeiro  |
| 6 de maio de 1989       | Fluminense    | 1–0         | Bangu             | Campeonato Carioca                       | Maracanã                                        | Rio de Janeiro  |
| 14 de agosto de 1989    | Bangu         | 0–0         | Fluminense        | Torneio Internacional de Kiev            | Olímpico                                        | Kiev, Ucrânia   |
| 3 de março de 1990      | Bangu         | 0–1         | Fluminense        | Campeonato Carioca                       | Moça Bonita                                     | Rio de Janeiro  |
| 15 de abril de 1990     | Fluminense    | 1–1         | Bangu             | Campeonato Carioca                       | Laranjeiras                                     | Rio de Janeiro  |
| 7 de julho de 1990      | Fluminense    | 2–1         | Bangu             | Jogo amistoso                            | Laranjeiras                                     | Rio de Janeiro  |
| 1 de dezembro de 1990   | Fluminense    | 0–1         | Bangu             | Torneio Extra (Taça Adolpho Bloch)       | Laranjeiras                                     | Rio de Janeiro  |
| 15 de dezembro de 1990  | Bangu         | 0–1         | Fluminense        | Torneio Extra (Taça Adolpho Bloch)       | Moça Bonita                                     | Rio de Janeiro  |
| 14 de setembro de 1991  | Bangu         | 0–0         | Fluminense        | Campeonato Carioca                       | Moça Bonita                                     | Rio de Janeiro  |
| 25 de novembro de 1991  | Fluminense    | 3–1         | Bangu             | Campeonato Carioca                       | Laranjeiras                                     | Rio de Janeiro  |
| 16 de setembro de 1992  | Fluminense    | 1–2         | Bangu             | Campeonato Carioca                       | Laranjeiras                                     | Rio de Janeiro  |
| 9 de novembro de 1992   | Bangu         | 0–0         | Fluminense        | Campeonato Carioca                       | Moça Bonita                                     | Rio de Janeiro  |
| 31 de março de 1993     | Fluminense    | 1–0         | Bangu             | Campeonato Carioca                       | Laranjeiras                                     | Rio de Janeiro  |
| 19 de maio de 1993      | Bangu         | 2–0         | Fluminense        | Campeonato Carioca                       | Moça Bonita                                     | Rio de Janeiro  |
| 16 de março de 1994     | Fluminense    | 2–0         | Bangu             | Campeonato Carioca                       | Laranjeiras                                     | Rio de Janeiro  |
| 4 de novembro de 1994   | Fluminense    | 0–0         | Bangu             | Copa Rio                                 | Laranjeiras                                     | Rio de Janeiro  |
| 14 de novembro de 1994  | Fluminense    | 2–1         | Bangu             | Copa Rio                                 | Caio Martins                                    | Niterói         |
| 5 de fevereiro de 1995  | Bangu         | 0–1         | Fluminense        | Campeonato Carioca                       | Moça Bonita                                     | Rio de Janeiro  |
| 6 de março de 1995      | Fluminense    | 1–1         | Bangu             | Campeonato Carioca                       | Laranjeiras                                     | Rio de Janeiro  |
| 7 de maio de 1995       | Bangu         | 0–1         | Fluminense        | Campeonato Carioca                       | Moça Bonita                                     | Rio de Janeiro  |
| 27 de maio de 1995      | Fluminense    | 1–0         | Bangu             | Campeonato Carioca                       | Maracanã                                        | Rio de Janeiro  |
| 12 de outubro de 1995   | Bangu         | 2–0         | Fluminense        | Copa Rio                                 | Moça Bonita                                     | Rio de Janeiro  |
| 24 de novembro de 1995  | Fluminense    | 0–2         | Bangu             | Copa Rio                                 | Laranjeiras                                     | Rio de Janeiro  |
| 28 de janeiro de 1996   | Fluminense    | 4–1         | Bangu             | Taça Cidade Maravilhosa                  | Laranjeiras                                     | Rio de Janeiro  |
| 7 de abril de 1996      | Fluminense    | 0–3         | Bangu             | Campeonato Carioca                       | Laranjeiras                                     | Rio de Janeiro  |
| 6 de junho de 1996      | Bangu         | 0–0         | Fluminense        | Campeonato Carioca                       | Moça Bonita                                     | Rio de Janeiro  |
| 23 de março de 1997     | Bangu         | 1–0         | Fluminense        | Campeonato Carioca                       | Moça Bonita                                     | Rio de Janeiro  |
| 27 de abril de 1997     | Bangu         | 0–2         | Fluminense        | Campeonato Carioca                       | Moça Bonita                                     | Rio de Janeiro  |
| 11 de maio de 1997      | Fluminense    | 2–1         | Bangu             | Campeonato Carioca                       | Caio Martins                                    | Niterói         |
| 8 de abril de 1998      | Bangu         | 2–1         | Fluminense        | Campeonato Carioca                       | Moça Bonita                                     | Rio de Janeiro  |
| 17 de maio de 1998      | Fluminense    | 5–1         | Bangu             | Campeonato Carioca                       | Laranjeiras                                     | Rio de Janeiro  |
| 11 de abril de 1999     | Bangu         | 2–4         | Fluminense        | Campeonato Carioca                       | Moça Bonita                                     | Rio de Janeiro  |
| 29 de maio de 1999      | Fluminense    | 0–0         | Bangu             | Campeonato Carioca                       | Laranjeiras                                     | Rio de Janeiro  |
| 12 de abril de 2000     | Fluminense    | 0–0         | Bangu             | Campeonato Carioca                       | Laranjeiras                                     | Rio de Janeiro  |
| 11 de maio de 2000      | Bangu         | 2–2         | Fluminense        | Campeonato Carioca                       | Moça Bonita                                     | Rio de Janeiro  |
| 8 de abril de 2001      | Bangu         | 1–1         | Fluminense        | Campeonato Carioca                       | Moça Bonita                                     | Rio de Janeiro  |
| 4 de março de 2002      | Bangu         | 0–1         | Fluminense        | Campeonato Carioca                       | Moça Bonita                                     | Rio de Janeiro  |
| 9 de março de 2002      | Fluminense    | 2–1         | Bangu             | Torneio Rio-São Paulo                    | Caio Martins                                    | Niterói         |
| 11 de maio de 2002      | Fluminense    | 1–0         | Bangu             | Campeonato Carioca                       | Laranjeiras                                     | Rio de Janeiro  |
| 16 de junho de 2002     | Fluminense    | 0–0         | Bangu             | Campeonato Carioca                       | Maracanã                                        | Rio de Janeiro  |
| 29 de janeiro de 2003   | Bangu         | 1–2         | Fluminense        | Campeonato Carioca                       | Moça Bonita                                     | Rio de Janeiro  |
| 10 de março de 2004     | Bangu         | 0–2         | Fluminense        | Campeonato Carioca                       | Moça Bonita                                     | Rio de Janeiro  |
| 21 de março de 2009     | Bangu         | 1–3         | Fluminense        | Campeonato Carioca                       | Engenhão                                        | Rio de Janeiro  |
| 20 de janeiro de 2010   | Fluminense    | 3–0         | Bangu             | Campeonato Carioca                       | Maracanã                                        | Rio de Janeiro  |
| 20 de janeiro de 2011   | Bangu         | 0–1         | Fluminense        | Campeonato Carioca                       | Engenhão                                        | Rio de Janeiro  |
| 18 de fevereiro de 2012 | Fluminense    | 3–0         | Bangu             | Campeonato Carioca                       | São Januário                                    | Rio de Janeiro  |
| 21 de abril de 2013     | Fluminense    | 2–0         | Bangu             | Campeonato Carioca                       | São Januário                                    | Rio de Janeiro  |
| 1 de fevereiro de 2014  | Bangu         | 0–1         | Fluminense        | Campeonato Carioca                       | Moça Bonita                                     | Rio de Janeiro  |
| 8 de fevereiro de 2015  | Fluminense    | 2–1         | Bangu             | Campeonato Carioca                       | Maracanã                                        | Rio de Janeiro  |
| 30 de março de 2016     | Bangu         | 0–1         | Fluminense        | Campeonato Carioca                       | Giulite Coutinho                                | Mesquita        |
| 12 de fevereiro de 2017 | Fluminense    | 4–0         | Bangu             | Campeonato Carioca                       | Los Larios                                      | Duque de Caxias |
| 21 de fevereiro de 2018 | Bangu         | 0–4         | Fluminense        | Campeonato Carioca                       | Moça Bonita                                     | Rio de Janeiro  |
| 22 de fevereiro de 2019 | Bangu         | 0–2         | Fluminense        | Campeonato Carioca                       | Maracanã                                        | Rio de Janeiro  |
| 26 de janeiro de 2020   | Bangu         | 1–5         | Fluminense        | Campeonato Carioca                       | Moça Bonita                                     | Rio de Janeiro  |
| 20 de março de 2021     | Bangu         | 0–1         | Fluminense        | Campeonato Carioca                       | São Januário                                    | Rio de Janeiro  |
| 27 de janeiro de 2022   | Fluminense    | 0–1         | Bangu             | Campeonato Carioca                       | Luso-Brasileiro                                 | Rio de Janeiro  |
| 4 de março de 2023      | Bangu         | 0–5         | Fluminense        | Campeonato Carioca                       | Mané Garrincha                                  | Brasília        |
| 1 de fevereiro de 2024  | Fluminense    | 4–1         | Bangu             | Campeonato Carioca                       | Luso-Brasileiro                                 | Rio de Janeiro  |
| 23 de fevereiro de 2025 | Fluminense    | 3–2         | Bangu             | Campeonato Carioca                       | Maracanã                                        | Rio de Janeiro  |

Observação: Aconteceram ainda mais 11 confrontos de menor duração, válidos pelo Torneio Início do Campeonato Carioca, com 4 vitórias tricolores, 2 triunfos alvirrubros e 5 empates. Vale lembrar que estas partidas não estão contabilizadas nas estatísticas apresentadas nesse artigo. Segue a lista com os 11 jogos:
31 de março de 1918 — Fluminense 3–1 Bangu — General Severiano, Rio de Janeiro.
30 de março de 1919 — Fluminense 1–0 Bangu — Rua Paysandu, Rio de Janeiro.
29 de março de 1931 — Fluminense 0–0 Bangu (Flu venceu por 2–0, nos escanteios) — Laranjeiras, Rio de Janeiro.
27 de abril de 1941 — Fluminense 2–0 Bangu — General Severiano, Rio de Janeiro.
26 de junho de 1949 — Fluminense 0–0 Bangu (Bangu venceu por 1–2, nos pênaltis) — Laranjeiras, Rio de Janeiro.
31 de julho de 1955 — Fluminense 0–1 Bangu — Maracanã, Rio de Janeiro.
15 de julho de 1956 — Fluminense 0–0 Bangu (Flu venceu por 5–4, nos pênaltis) — Maracanã, Rio de Janeiro.
5 de julho de 1959 — Fluminense 0–1 Bangu — Maracanã, Rio de Janeiro.
24 de junho de 1962 — Fluminense 0–0 Bangu (Flu venceu por 1–0, nos pênaltis) — Maracanã, Rio de Janeiro.
23 de junho de 1963 — Fluminense 1–0 Bangu — Maracanã, Rio de Janeiro.
28 de junho de 1964 — Fluminense 0–0 Bangu (Bangu venceu por 2–3, nos pênaltis) — Maracanã, Rio de Janeiro.